# 浮罗交怡传奇公园
浮罗交怡传奇公园是位于马来西亚吉打州浮罗交怡瓜埠的一个公园。

## 历史

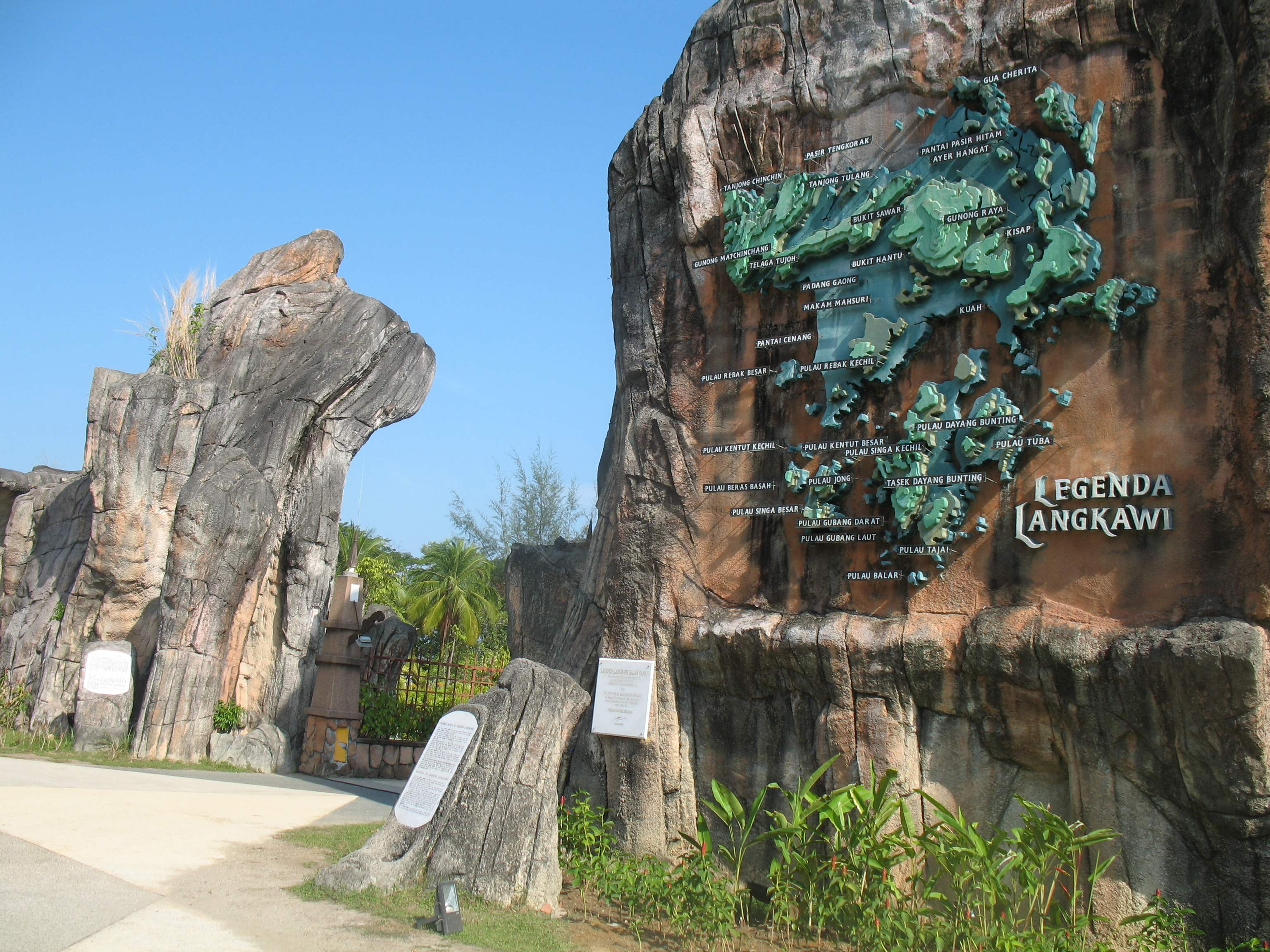
浮罗交怡传奇公园

这座公园的建设费用为3700万令吉。在时任首相马哈迪·莫哈末的构想下，于瓜埠的一片海滨区域填海造地而建。经过两年的建设，于1996年4月27日正式对外开放。